# Astrid (voornaam)
Astrid is een meisjesnaam. Het is van oorsprong een Scandinavische naam. Het komt van het Oudnoordse woord Ásfríðr "goddelijke schoonheid".

## Bekende naamdraagsters
- Astrid Engels
- Astrid Holleeder
- Astrid de Jong
- Astrid Joosten
- Astrid Kersseboom
- Astrid Lindgren
- Astrid Nijgh
- Astrid Roemer
- Astrid Streumer
- Astrid van België
- Astrid van Noorwegen
- Astrid van Zweden
- Astrid van der Veen